# Crusnes
Crusnes és un municipi francès situat al departament de Meurthe i Mosel·la i a la regió del Gran Est. L'any 2007 tenia 1.619 habitants.

## Demografia

### Població
El 2007 la població de fet de Crusnes era de 1.619 persones. Hi havia 658 famílies, de les quals 161 eren unipersonals (44 homes vivint sols i 117 dones vivint soles), 214 parelles sense fills, 226 parelles amb fills i 57 famílies monoparentals amb fills.
La població ha evolucionat segons el següent gràfic:
Habitants censats

### Habitatges
El 2007 hi havia 711 habitatges, 668 eren l'habitatge principal de la família i 43 estaven desocupats. 638 eren cases i 72 eren apartaments. Dels 668 habitatges principals, 563 estaven ocupats pels seus propietaris, 91 estaven llogats i ocupats pels llogaters i 14 estaven cedits a títol gratuït; 15 tenien dues cambres, 90 en tenien tres, 278 en tenien quatre i 286 en tenien cinc o més. 480 habitatges disposaven pel capbaix d'una plaça de pàrquing. A 280 habitatges hi havia un automòbil i a 280 n'hi havia dos o més.

### Piràmide de població
La piràmide de població per edats i sexe el 2009 era:
| Homes | Edats   | Dones |
| ----- | ------- | ----- |
| 0     | 95 o +  | 0     |
| 5     | 90 a 94 | 5     |
| 8     | 85 a 89 | 4     |
| 10    | 80 a 84 | 12    |
| 18    | 75 a 79 | 60    |
| 39    | 70 a 74 | 59    |
| 34    | 65 a 69 | 44    |
| 37    | 60 a 64 | 35    |
| 26    | 55 a 59 | 33    |
| 50    | 50 a 54 | 47    |
| 62    | 45 a 49 | 57    |
| 74    | 40 a 44 | 56    |
| 90    | 35 a 39 | 50    |
| 49    | 30 a 34 | 84    |
| 24    | 25 a 29 | 34    |
| 33    | 20 a 24 | 29    |
| 46    | 15 a 19 | 50    |
| 67    | 10 a 14 | 44    |
| 43    | 5 a 9   | 32    |
| 27    | 0 a 4   | 33    |

## Economia
El 2007 la població en edat de treballar era de 1.030 persones, 717 eren actives i 313 eren inactives. De les 717 persones actives 651 estaven ocupades (357 homes i 294 dones) i 65 estaven aturades (30 homes i 35 dones). De les 313 persones inactives 74 estaven jubilades, 109 estaven estudiant i 130 estaven classificades com a «altres inactius».

### Ingressos
El 2009 a Crusnes hi havia 644 unitats fiscals que integraven 1.574 persones, la mediana anual d'ingressos fiscals per persona era de 17.951,5 €.

### Activitats econòmiques
Dels 38 establiments que hi havia el 2007, 4 eren d'empreses extractives, 1 d'una empresa alimentària, 2 d'empreses de fabricació d'altres productes industrials, 4 d'empreses de construcció, 6 d'empreses de comerç i reparació d'automòbils, 4 d'empreses de transport, 2 d'empreses d'hostatgeria i restauració, 1 d'una empresa financera, 2 d'empreses de serveis, 5 d'entitats de l'administració pública i 7 d'empreses classificades com a «altres activitats de serveis».
Dels 10 establiments de servei als particulars que hi havia el 2009, 1 era una oficina de correu, 1 taller de reparació d'automòbils i de material agrícola, 1 lampisteria, 1 electricista, 4 perruqueries, 1 restaurant i 1 saló de bellesa.
Dels 2 establiments comercials que hi havia el 2009, 1 era una botiga de menys de 120 m² i 1 una fleca.

## Equipaments sanitaris i escolars
L'únic equipament sanitari que hi havia el 2009 era una farmàcia.
El 2009 hi havia 1 escola maternal i 2 escoles elementals.

## Poblacions més properes
El següent diagrama mostra les poblacions més properes.